# Češnjice pri Zagradcu
Češnjice pri Zagradcu este o localitate din comuna Ivančna Gorica, Slovenia, cu o populație de 87 de locuitori.